# Арбат Престиж
«Арбат Престиж» — ныне несуществующая российская компания-ретейлер, развивавшая одноимённую сеть парфюмерно-косметических магазинов. В 2000-х годах являлась одним из лидеров этого рынка в России. Холдинг «Арбат Престиж» включал компанию-оператор одноимённой торговой сети и компании-владельцы недвижимости. Штаб-квартира находилась в Москве.

## История
Компания была основана в 1989 году и первоначально занималась дистрибуцией парфюмерии и косметики. В августе 1998 был открыт первый магазин «Арбат Престиж» в районе Очаково (Москва). Головной компанией холдинга было ОАО «Арбат Престиж» (ей принадлежали доли в нескольких компаниях и товарный знак), а ООО «Арбат энд Ко», операционная компания, осуществляла управление магазинами сети.
Уставный капитал компании состоял из 1 млн обыкновенных и 500 тыс. привилегированных акций. 100 % голосующих акций принадлежало генеральному директору компании Владимиру Ильичу Некрасову (р. 1961, г. Снежное, Донецкая область). Он же владел примерно половиной привилегированных акций (остальные были распределены среди клиентов). Председатель совета директоров — Павел Теплухин.
Сеть «Арбат Престиж» в период максимального расцвета включала свыше ста парфюмерно-косметических магазинов, расположенных в Москве, Московской области, Санкт-Петербурге, Екатеринбурге, Челябинске, Воронеже, Ростове-на-Дону, Казани, Красноярске, Киеве, Харькове, Днепропетровске, Донецке и Мариуполе. В январе 2008 года в сеть входили 98 магазинов.
С октября 2004 года «Арбат Престиж» выпускал собственный журнал под названием «Арбат Престиж. Телегид», которая включала в себя программу передач всех центральных и дециметровых телеканалов на неделю и киноафишу.
В октябре 2008 года все украинские магазины «Арбат Престиж» были проданы линии магазинов «Ева».
Оборот компании в 2007 году — 9,8 млрд руб. (в 2006 году — $346 млн), чистый убыток — 1,2 млрд руб.

### Банкротство
24 января 2008 года владелец торговой сети Владимир Некрасов был задержан и затем арестован на 2 месяца в связи с возбуждением уголовного дела по ст. 199 ч. 2 УК РФ (неуплата налогов организацией). По информации газеты «Ведомости», бизнесмен обвинялся в осуществлении платежей за якобы поставленную продукцию подконтрольным фирмам-однодневкам и последующем принятии к вычету уплаченного НДС.
20 июня 2008 года компания осуществила технический дефолт, не сумев погасить свои облигации на сумму 1,5 млрд руб.. Однако уже 27 июня «Арбат престиж» перечислил кредиторам требуемые суммы.
15 декабря 2008 «Арбат Престиж», чтобы рассчитаться с банками и поставщиками, продала пять своих магазинов в Москве. Остальные помещения компания была готова сдать в аренду. В середине декабря 2008 года руководство «Арбат Престижа» официально уведомило поставщиков о прекращении деятельности сети. На 24 декабря 2008 года под данной торговой маркой работал лишь один магазин в Москве. В начале 2009 года закрылся последний магазин сети, располагавшийся в торговом центре «Атриум» в Москве. «Арбат Престиж» фактически прекратил своё существование.
26 июля 2009 года владелец разорившейся сети парфюмерно-косметических магазинов «Арбат Престиж» Владимир Некрасов и предприниматель Сергей Шнайдер (Семён Могилевич), которые обвинялись в уклонении от уплаты налогов, были освобождены из-под стражи из-за истечения срока содержания.
В апреле 2011 года стало известно, что «Арбат Престиж» погасил или выкупил крупнейшие долги (перед Сбербанком на 341 млн руб., «Уралсибом» на 583 млн руб. и Номос-банком на 1,033 млрд руб.). Тогда же кассационная инстанция подтвердила неправомерность налоговых претензий к компании. После этого, 18 апреля 2011 года, суд принял решение о прекращении «в связи с отсутствием состава преступления» уголовного дела в отношении бывшего гендиректора «Арбат-Престижа» Владимира Некрасова.